# Fairchild C-123
De Fairchild C-123 Provider is een Amerikaans militair transportvliegtuig ontworpen door het bedrijf Chase Aircraft en gebouwd door Fairchild Aircraft voor de Amerikaanse luchtmacht. Later diende het toestel ook in de Air Force Reserve en de Air National Guard. Het diende ook bij de United States Coast Guard en verscheidene luchtmachten in Zuidoost-Azië. Tijdens de Vietnamoorlog werd de C-123 gebruikt om goederen te vervoeren, gewonden te evacueren, en ook om Agent Orange te spuiten.

## Ontwerp en ontwikkeling
De C-123 Provider werd oorspronkelijk als militair zweefvliegtuig ontworpen door het Amerikaanse bedrijf Chase Aircraft als de XCG-20 (ontwerpersaanduiding MS-8 Avitruc). Vroeg in de jaren 50 werden er twee gemotoriseerde varianten ontwikkeld, de XC-123 en de XC-123A. Het enige verschil tussen de twee types was de motoren die gebruikt waren. De XC-123 gebruikt twee Pratt-Wittney R-2800-23 luchtgekoelde stermotor. De XC-123A gebruikte vier General Electric J47-GE-11 turbojetmotoren. Hoewel het slechts een experimenteel model was, was XC-123A het eerste door straalmotoren aangedreven militaire transportvliegtuig van de VS. De XC-123 werd gewaardeerd voor zijn robuustheid en betrouwbaarheid. Een ander voordeel van de XC-123 was dat het van korte landingsbanen en banen met een slecht wegdek kon opstijgen en landen. Aan de andere kant was de XC-123A ontworpen voor sneller transport tussen vliegbasissen voor belangrijke onderdelen en personeel. Het kon niet vliegen van korte en/of grove landingsbanen. In de praktijk bleek er geen voordeel te zijn op het gebied van snelheid door het ontwerp van de vleugels en romp. Het XC-123A prototype werd niet verder ontwikkeld.
Toen de Amerikaanse luchtmacht interesse toonde om een bestelling te plaatsen voor het nieuwe transporttoestel bleek dat Chase niet voldoende productiecapaciteit had om aan de behoeften van de luchtmacht te voldoen en ging het op zoek naar een partnerbedrijf voor de productie van het nieuwe vliegtuig. In 1953 had Henry J. Kaiser de meeste aandelen in Chase Aircraft, en nadat hij C-119 toestellen voor Fairchild had gebouwd had hij het gevoel dat hij de leiding kon nemen over het verwachte contract. Twee vliegtuigen werden gebouwd in de Willow Run fabriek van Kaiser in Ypsilanti, Michigan, voor een schandaal over prijzen een einde maakte aan alle contracten met Kaiser. Het C-123 contract werd opnieuw aangeboden en de twee voltooide toestellen werden gesloopt. Het contract werd uiteindelijk aan Fairchild Engine and Airplane gegeven. Chase gaf hun C-123B oorspronkelijk de AVITRUCK, maar deze naam in nooit blijven hangen.